# Rugby Park
Rugby Park – stadion piłkarski znajdujący się w szkockim mieście Kilmarnock. Oddany został do użytku w 1899. Od tego czasu swoje mecze na tym obiekcie rozgrywa zespół Scottish Premier League Kilmarnock F.C. Po przebudowie obiektu w 1994–1995 roku, jego pojemność wynosi 18 128 miejsc (wszystkie siedzące). Na Rugby Park odbywają się również koncerty m.in.: Eltona Johna. W 2002 do użytku oddano 4 gwiazdkowy hotel, wchodzący w skład kompleksu sportowego.